# Salles (Gironde)
Pour les articles homonymes, voir Salles.
Salles est une commune du Sud-Ouest de la France, située dans le département de la Gironde, en région Nouvelle-Aquitaine.

## Géographie

### Localisation

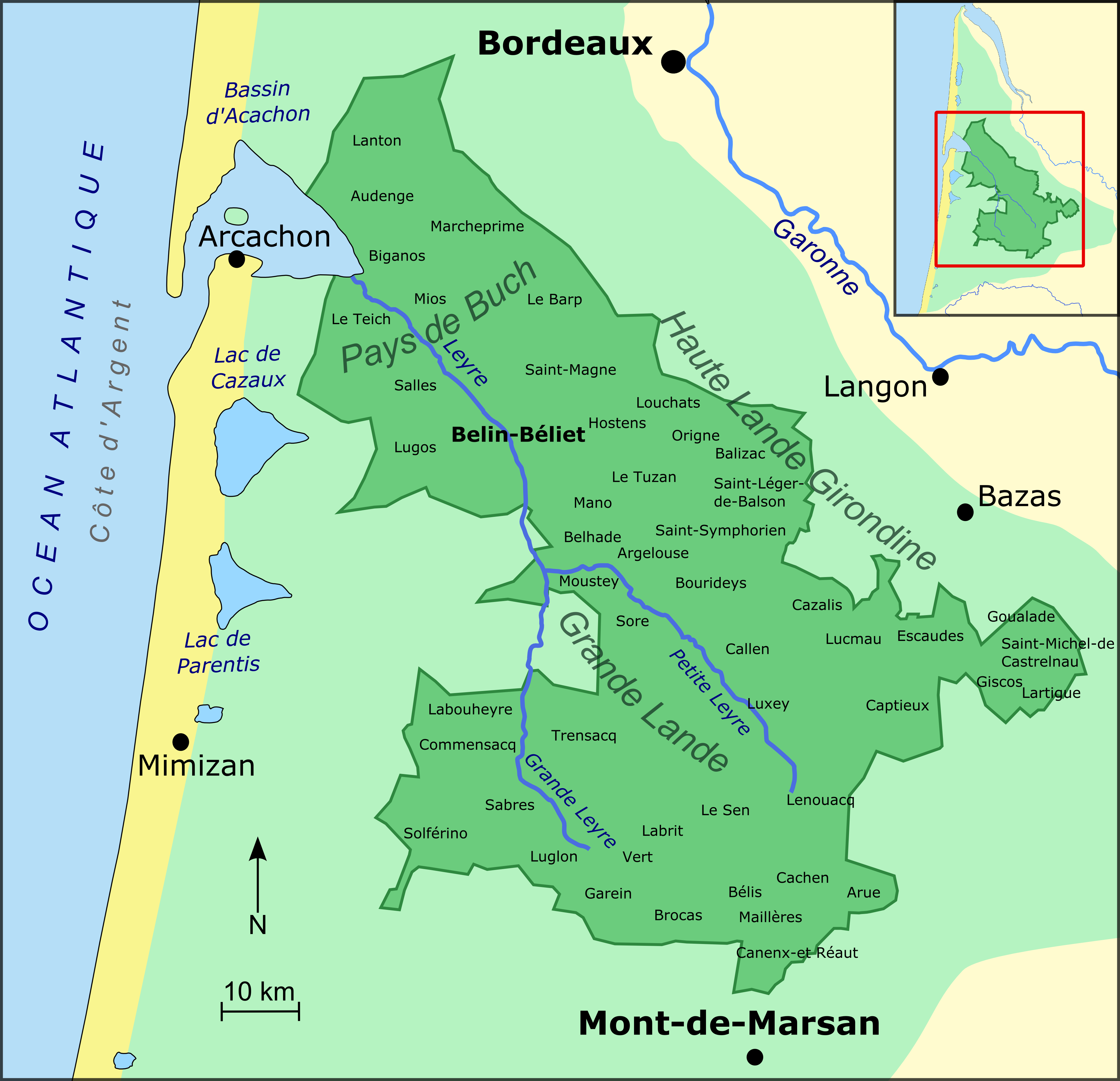
Carte du Parc Naturel Régional des Landes de Gascogne

Commune de l'aire d'attraction de Bordeaux située sur L'Eyre (dit aussi la Leyre) en Pays de Buch, et fait partie du parc naturel régional des Landes de Gascogne en Forêt des Landes.

### Communes limitrophes
Les communes limitrophes sont Le Barp, Lugos, Belin-Béliet, Mios, Sanguinet et Le Teich.
| Mios                                     |        | Le Barp      |
| Le Teich {\displaystyle +} (quadripoint) | Salles |              |
| Sanguinet                                | Lugos  | Belin-Béliet |

### Climat
Pour des articles plus généraux, voir Climat de la Nouvelle-Aquitaine et Climat de la Gironde.
Historiquement, la commune est exposée à un climat océanique aquitain.  
En 2020, Météo-France publie une typologie des climats de la France métropolitaine dans laquelle la commune est exposée à un climat océanique et est dans la région climatique  Littoral charentais et aquitain, caractérisée par une pluviométrie élevée en automne et en hiver, un bon ensoleillement, des hiver doux (6,5 °C), soumis à la brise de mer.
Pour la période 1971-2000, la température annuelle moyenne est de 13,2 °C, avec une amplitude thermique annuelle de 14,3 °C. Le cumul annuel moyen de précipitations est de 1 005 mm, avec 12,4 jours de précipitations en janvier et 7,1 jours en juillet. Pour la période 1991-2020, la température moyenne annuelle observée sur la station météorologique la plus proche, située sur la commune de Belin-Béliet à 9 km à vol d'oiseau, est de 14,0 °C et le cumul annuel moyen de précipitations est de 927,7 mm,. Pour l'avenir, les paramètres climatiques de la commune estimés pour 2050 selon différents scénarios d’émission de gaz à effet de serre sont consultables sur un site dédié publié par Météo-France en novembre 2022.

## Urbanisme

### Typologie
Au 1er janvier 2024, Salles est catégorisée commune rurale à habitat dispersé, selon la nouvelle grille communale de densité à sept niveaux définie par l'Insee en 2022.
Elle appartient à l'unité urbaine de Salles, une unité urbaine monocommunale constituant une ville isolée,. Par ailleurs la commune fait partie de l'aire d'attraction de Bordeaux, dont elle est une commune de la couronne,. Cette aire, qui regroupe 275 communes, est catégorisée dans les aires de 700 000 habitants ou plus (hors Paris),.

### Voies de communication et transports
Salles est accessible via l'échangeur 21 sur l'autoroute A63.

### Risques majeurs
Le territoire de la commune de Salles est vulnérable à différents aléas naturels : météorologiques (tempête, orage, neige, grand froid, canicule ou sécheresse), feux de forêts et séisme (sismicité très faible). Un site publié par le BRGM permet d'évaluer simplement et rapidement les risques d'un bien localisé soit par son adresse soit par le numéro de sa parcelle.
Salles est exposée au risque de feu de forêt. Depuis le 20 avril 2016, les départements de la Gironde, des Landes et de Lot-et-Garonne disposent d’un règlement interdépartemental de protection de la forêt contre les incendies. Ce règlement vise à mieux prévenir les incendies de forêt, à faciliter les interventions des services et à limiter les conséquences, que ce soit par le débroussaillement, la limitation de l’apport du feu ou la réglementation des activités en forêt. Il définit en particulier cinq niveaux de vigilance croissants auxquels sont associés différentes mesures,. 

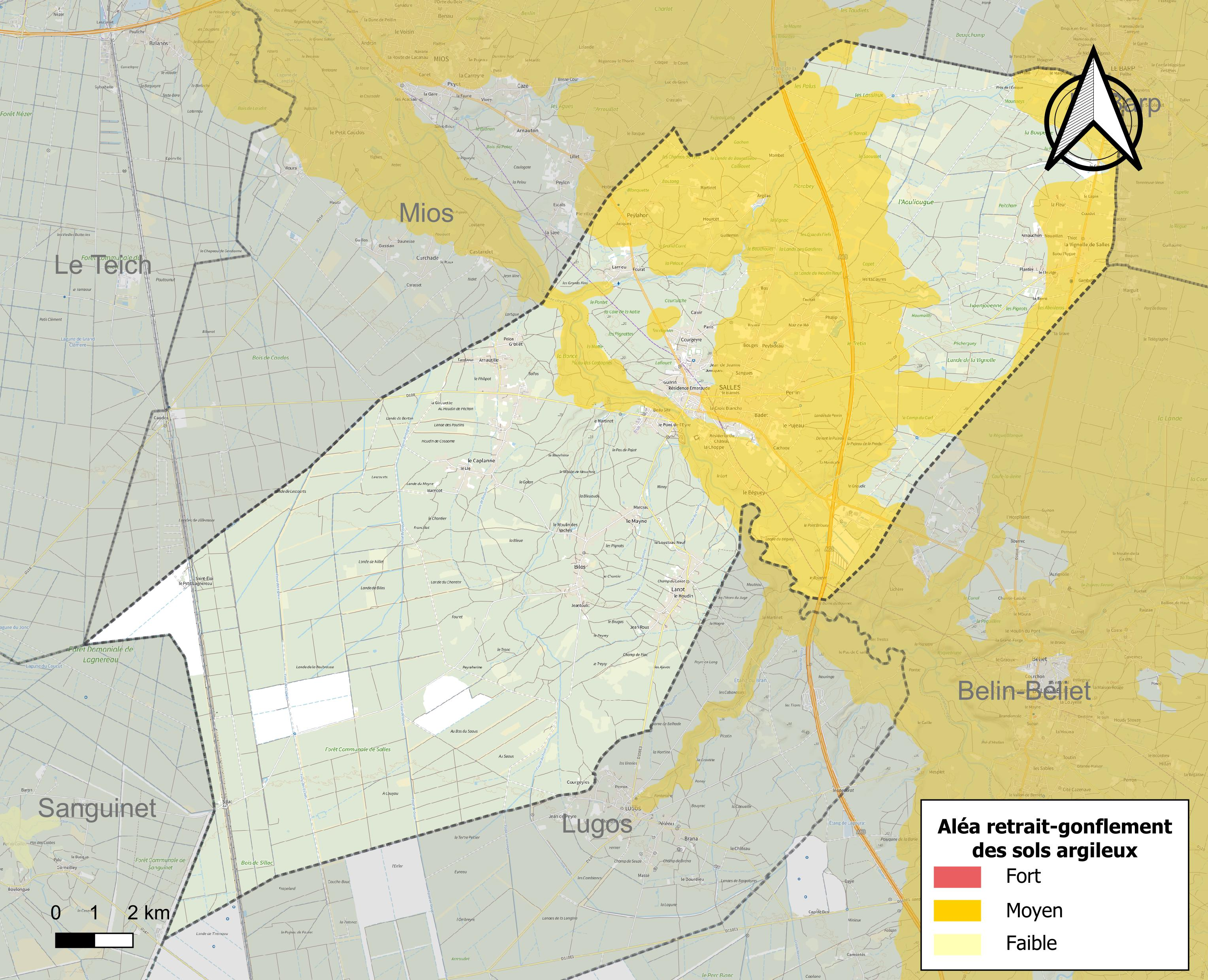
Carte des zones d'aléa retrait-gonflement des sols argileux de Salles.

Le retrait-gonflement des sols argileux est susceptible d'engendrer des dommages importants aux bâtiments en cas d’alternance de périodes de sécheresse et de pluie. 30,6 % de la superficie communale est en aléa moyen ou fort (67,4 % au niveau départemental et 48,5 % au niveau national). Sur les 2 940 bâtiments dénombrés sur la commune en 2019,  1 550 sont en aléa moyen ou fort, soit 53 %, à comparer aux 84 % au niveau départemental et 54 % au niveau national. Une cartographie de l'exposition du territoire national au retrait gonflement des sols argileux est disponible sur le site du BRGM,.
La commune a été reconnue en état de catastrophe naturelle au titre des dommages causés par les inondations et coulées de boue survenues en 1982, 1999, 2009 et 2020 et au titre des inondations par remontée de nappe en 2014.

## Toponymie
Le nom de la commune viendrait du mot gallo-romain « salomacum » qui désigne un marché du sel.
En gascon, le nom de la commune est Salas ou Salos.

## Histoire
Pour l'état de la commune au XVIIIe siècle, voir l'ouvrage de Jacques Baurein.
A la veille de la Révolution, le seigneur de la paroisse de Salles était Nicolas Pierre de Pichard, né en 1734. Issue d’une famille de parlementaires bordelais, il devint lui-même parlementaire et avocat général  avant d’être président à mortier du Parlement de Bordeaux dès l’âge de 26 ans (en 1760). Richissime héritier, il augmenta son patrimoine en achetant la seigneurie de Salles en 1764. Accusé d’être des contre-révolutionnaires par Fouquier-Tinville pour avoir aidé sa fille et son gendre à émigrer en Espagne en 1791, il est guillotiné avec sa femme et son régisseur, Jean Clerc, le 30 juin 1794, barrière de Vincennes, à Paris.
À la Révolution, la paroisse Saint-Pierre de Salles forme la commune de Salles.

## Démographie
Les habitants sont appelés les Sallois.
L'évolution du nombre d'habitants est connue à travers les recensements de la population effectués dans la commune depuis 1793. Pour les communes de moins de 10 000 habitants, une enquête de recensement portant sur toute la population est réalisée tous les cinq ans, les populations de référence des années intermédiaires étant quant à elles estimées par interpolation ou extrapolation. Pour la commune, le premier recensement exhaustif entrant dans le cadre du nouveau dispositif a été réalisé en 2006.

En 2022, la commune comptait 8 128 habitants, en évolution de +17,39 % par rapport à 2016 (Gironde : +6,91 %, France hors Mayotte : +2,11 %).
| 1793  | 1800  | 1806  | 1821  | 1831  | 1836  | 1841  | 1846  | 1851  |
| ----- | ----- | ----- | ----- | ----- | ----- | ----- | ----- | ----- |
| 2 837 | 2 938 | 2 953 | 3 388 | 3 618 | 3 628 | 3 840 | 3 973 | 3 918 |

| 1856  | 1861  | 1866  | 1872  | 1876  | 1881  | 1886  | 1891  | 1896  |
| ----- | ----- | ----- | ----- | ----- | ----- | ----- | ----- | ----- |
| 3 876 | 3 966 | 4 052 | 4 015 | 4 048 | 3 872 | 3 900 | 3 884 | 3 862 |

| 1901  | 1906  | 1911  | 1921  | 1926  | 1931  | 1936  | 1946  | 1954  |
| ----- | ----- | ----- | ----- | ----- | ----- | ----- | ----- | ----- |
| 3 866 | 3 810 | 3 756 | 3 335 | 3 307 | 3 075 | 2 848 | 2 723 | 2 840 |

| 1962  | 1968  | 1975  | 1982  | 1990  | 1999  | 2006  | 2011  | 2016  |
| ----- | ----- | ----- | ----- | ----- | ----- | ----- | ----- | ----- |
| 2 759 | 2 916 | 3 275 | 3 645 | 3 957 | 4 487 | 5 562 | 6 271 | 6 924 |

| 2021  | 2022  | - | - | - | - | - | - | - |
| ----- | ----- | - | - | - | - | - | - | - |
| 7 887 | 8 128 | - | - | - | - | - | - | - |

## Économie
PGS Beynel, fabricant de palettes en bois ou en aluminium.

## Culture locale et patrimoine

### Lieux et monuments
- L'église Saint-Pierre a été construite au XIXe siècle en style néo-gothique[36].

### Personnalités liées à la commune
- Octave Cazauvieilh était un homme politique français né le 4 mai 1834 à La Brède (Gironde) et mort le 14 août 1892 à Salles (Gironde). Opposant à l'Empire, il fut maire de Salles en 1870 et conseiller général du Canton de Belin-Béliet en 1871. Il fut député de la Gironde de 1881 à 1892, inscrit au groupe de l'Union républicaine.
- Sylvain Dornon (1858-1900), échassier ayant relié Paris à Moscou au début du XXe siècle
- Jean Despujols, artiste peintre, né à Salles, le 19 mars 1886 et mort à Shreveport, en Louisiane (États-Unis) le 26 janvier 1965.
- Raymond Brun (1915-2006), sénateur maire, a donné son nom au stade de rugby.
- Danielle Thiéry (née en 1947), écrivain, ex-commissaire divisionnaire, auteur de seize romans dont certains ont été récompensés (prix Polar à Cognac, prix Charles-Exbrayat…) et de la série télévisée Quai numéro un, elle reçoit le prix du Quai des Orfèvres 2013 pour son roman Des clous dans le cœur (Librairie Arthème Fayard). Elle réside à Salles depuis 1992 ; son roman Mises à mort se déroule en partie dans la commune.

### Héraldique
| Armes | Les armes de Salles se blasonnent ainsi : Écartelé, au premier d'argent à la terrasse de sinople sommée de deux sapins du même, mouvant du flanc senestre sur une rivière d'azur mouvant de la pointe, au soleil d'or mouvant de l'angle dextre du chef, au deuxième de gueules à l'épée d'or et à la pique d'argent passées en sautoir cantonnées de trois croissants du même, un en chef et deux aux flancs, au troisième de pourpre aux trois coquilles d'argent, au quatrième d'or au cheval effrayé de sable. |

## Sports
- Label : Ville active et sportive 1 laurier, obtenu en 2019[37]
- Club Athlétique Sallois (football)
- Union sportive de Salles (rugby à XV)
- Val de l'Eyre Natation (natation sportive)
- Tennis Club Salles (tennis)
- ASPS Pétanque Salloise
- Centre équestre
- sporting club de salles (gymnastique)